# Пологівська сільська рада (Новосанжарський район)
Пологівська сільська рада — колишній орган місцевого самоврядування у Новосанжарському районі Полтавської області з центром у c. Пологи.

## Населені пункти
Сільраді були підпорядковані населені пункти:
- c. Пологи
- с. Лисівка
- с. Стрижівщина